# 시라네정
시라네정(白根町)은 야마나시현 나카코마군에 존재했던 정이다.
헤이세이 대합병 이전의 야마나시현에 있어서의 마을 중에서 나카미치정, 구시가타정, 고니시정, 시키시마정, 우에노하라정, 하쿠슈정, 가와구치코정과 함께 몇 안 되는 「정」이라고 읽는 자치체였다(이 7정도 합병으로 소멸했지만, 가와구치코정만은 후지카와구치코정가 되어 현재도 현내에서 유일 「정」을 자칭하고 있다).

## 지리
야마나시 현의 중앙부, 고후 분지의 서쪽 끝에 위치한다. 정역 서부는 취락이 부족하지만 동부 평야부에는 취락이 전개되어 복숭아, 자두, 체리, 포도 등의 과수원과 택지를 이루고 있다.정역을 남북으로 국도 52호(후지카와 가도)가 통과한다.

## 역사
전국시대인 에이쇼 17년(1520년)에는 가미스와 부근에서 가이 국주 다케다 노부토라가 반대하는 이쓰미씨·오이씨 등 국인 세력을 격파한 전투가 벌어졌던 곳이다.
메이지 초기부터 다이쇼 시대에 걸쳐 농업용수·음료수 확보를 위해 노로가와 소수 문제가 반복적으로 현에 진정되었지만, 전후에는 1951년부터 4기 근무한 아마노히사현 정기에 노로가와 종합 개발로서 본격적인 실행에 이른다. 이것에 의해 1956년에는 하야카와 유역의 종합 개발에 의해 음용수 문제가 해결되고, 또한 쇼와 35년에는 노로가와 상수도의 완성에 의해 「하라나치고」지역의 오랜 물 부족이 해소된다
근대에는 담배 재배가 쇠퇴하고 대신 양잠이 보급된다. 전후에는 양잠에서 복숭아, 체리를 중심으로 하는 과수 재배, 관상용 식물 재배로 전환되었다
- 1954년 4월 1일 - 고마정, 니시노촌, 이마스와촌, 햐쿠타촌이 합병해 성립하였다.
- 1954년 10월 2일 - 정장이 제정되었다.
- 1957년 11월 1일 - 미나모토촌의 일부를 편입하였다.
- 1959년 5월 1일 -  미나모토촌을 편입하였다.
- 2003년 4월 1일 - 구시가타정, 와카쿠사정, 고사이정, 핫타촌, 아시야스촌과 합병해 미나미알프스시가 성립하여, 동일 시라네정은 폐지되었다.

## 교통

### 도로
- 국도 52호선

## 참고문헌
- 『市町村名変遷辞典』東京堂出版、1990年。
- 白根町役場 (편집.). 《白根町例規集》 初版第1刷판. 山梨県中巨摩郡白根町. 다음 글자 무시됨: ‘和書’ (도움말)